# Rudno
Rudno (in ungherese Turócrudnó) è un comune della Slovacchia facente parte del distretto di Turčianske Teplice, nella regione di Žilina.